# Bílý Újezd
Bílý Újezd (německy Weiß Aujest) je obec v okrese Rychnov nad Kněžnou, kraj Královéhradecký. Leží na jižním svahu při silnici I. třídy z Rychnova nad Kněžnou do Dobrušky. Žije zde 785 obyvatel.
Dominantou vsi je zděná zvonice z konce 16. století se šindelovou střechou. Zajímavostí je sekerka zaseknutá v její špičce. Ze stejného období pochází opodál stojící kostel Proměnění Páně, jehož předchůdce je doložen již ve druhé polovině 14. století. Další historickou stavbou je bývalá krčma, která leží poblíž křižovatky před zvonicí. Přívlastek Bílý v názvu obce se odvozuje patrně od bílých stěn právě tohoto kostela.

## Části obce
- Bílý Újezd
- Hroška
- Masty
- Roudné

## Historie

### Neolit
K nejstarším dokladům zdejšího osídlení patří nálezy kamenných nástrojů z mladší doby kamenné, tedy zhruba 5 000 let př. n. l. Přestože tehdejší zemědělci dávali přednost klimaticky příhodnějším oblastem, v lokalitě dnešního lomu v Mastech nalezli vhodnou surovinu pro své nástroje. Přímo z Mastů je doloženo 7 nálezů kamenných seker. Dle analogie z jiných lokalit lze usuzovat, že již tehdy se se zdejším kamenem čile obchodovalo.

### Doba bronzová
Ve větší míře je zde pravěké osídlení doloženo až v průběhu 13. století př. n. l. Tehdy se zdejší oblast stává součástí rozsáhlého kulturního komplexu popelnicových polí, který získal název na základě převládajícího žárového pohřebního ritu. Rozlišuje se starší lužické období (1300–1000 př. n. l.) a navazující mladší slezskoplatěnické období, trvající až do časné doby laténské (5. století př. n. l.). K nejvýznamnějším nalezištím té doby v okolí patří návrší Chlum u Semechnic, Kostelec nad Orlicí, okolí Třebešova a Nové Město nad Metují. Po této vlně osídlení zde však na dlouhá staletí veškerý život téměř ustal. Uvedená centra jsou obývána i nadále, ale hustota osídlení se minimalizuje.

### Středověk
Jeden z náznaků nové vlny osídlení byl objeven nedaleko Hrošky proti proudu zdejšího Ještětického potoka. Nález nevelké osady spadá do 10.–11. století. Ze stejného období je z celého okresu známo jen osídlení vázané na cestu při Divoké Orlici (Týniště nad Orlicí, Kostelec nad Orlicí, Doudleby nad Orlicí) a hradiště v Opočně. Nalezenou osadu lze snad spojovat s nedalekou stezkou, která lemovala podhůří Orlických hor a napojovala se na stezky vedoucí z vnitrozemí přes průsmyky u Náchoda a Mladkova do Kladska (dnešního Polska).
V 11.–12. století se objevují toponyma Újezd. Přestože je zdejší Újezd písemně doložen až roku 1360, jeho poloha na uvedené obchodní stezce naznačuje, že zde již tehdy vznikl důležitý opěrný bod pro zabezpečení stezky pod správou blízkého Opočna. K systematickému osídlení zde došlo však až o několik století později.
Zdejší oblast tehdy ležela mezi rozvíjejícími se centry zastoupenými Opočnem (první písemná zmínka z roku 1068) a Dobruškou (1312) na západě a Rychnovem nad Kněžnou (1258) a Solnicí (1321) na východě. Rostoucí atraktivita zdejší lokality lákala různé panské rody, kteří zde kupovali nebo si pronajímali nevyužitá sídla nebo území, kam poté přicházeli se svými lidmi a případně zde zakládali nová sídla s patřičným zázemím.
Z té doby je doložena sousední Skalka (1360) a také Hroška (1362). Za zakladatele jsou považováni bratři Ješek a Půta, zmínění jako patroni újezdeckého kostela. O něco později se v pramenech objevuje nedaleký Trnov (1388).
Na počátku 15. století v Hrošce sídlila jedna z větví pánů z Rýzmburka, Újezd pro změnu připadl pánům z Častolovic. Skalka i Trnov se tehdy ze záznamů vytrácí.
Husitská doba je na záznamy skoupá. Nečetné zmínky o zdejších vsích se vynořují až v druhé polovině století. Chybí zprávy o Hrošce, zato se objevuje informace o Ještěticích (1448) a o novém panství na Ostrově (1450). Název dává tušit, že již tehdy mohly být založeny rybníky, které jsou v jeho okolí doloženy až o století později.
V kupních smlouvách té doby se prvně objevuje Byzhradec (1495), Brocná (1495), Lhota (1496) nebo Masty (1497).

### Novověk
Další úsek dějin lze charakterizovat jako období postupné ztráty sféry vlivu jednotlivých lokalit. Mohlo za to postupné slučování panství a přenášení kompetencí do nových center – Skalky, Opočna, Černíkovic a Rychnova nad Kněžnou.
Jako většina východních Čech byla i zdejší oblast už od husitských dob doménou protestantů. Po bitvě na Bílé hoře došlo k rozsáhlým konfiskacím jednotlivých panství. Panovník při jejich osazování dával přednost cizím katolickým rodům. Jako by nestačily dlouhodobé válečné konflikty, nedostatek obživy a z toho pramenící epidemie. Nyní navíc vzrůstal tlak na poddané opustit jednu z posledních nadějí, svou víru. A tak se množí záznamy o zběhnutí do svobodnější ciziny. Toto vše se samozřejmě promítlo na výrazném úbytku tehdejší populace.
Ve druhé polovině 17. století je dosazen do újezdeckého kostela katolický kněz. Se založením matrik (1663) a pamětních knih se začínají objevovat konečně i informace o životě prostých lidí.
Dozvídáme se o pochodech vojsk přes zdejší území, o drancování, o ničení úrody a následných hladomorech včetně epidemie cholery. Docházelo k častým požárům a zpravidla nezůstalo jen u jediného stavení.
Výraznou změnou v životech vsí bylo zrušení roboty roku 1848. Avšak teprve na konci století se nabytá svoboda začala projevovat intenzivnější spolkovou činností, kdy vznikaly sbory dobrovolných hasičů, oddíly Sokola, ochotnické spolky a řada dalších.
Nadějně se rozvíjející etapu dějin přerušila první světová válka, která si prakticky v každé vsi vyžádala několik obětí. O to větší však byla euforie po vzniku republiky. Další postupné nadechování přerušila ve třicátých letech krize a následně druhá světová válka.

## Pamětihodnosti

### Kostel Proměnění Páně se zvonicí
Kostel Proměnění Páně je gotická sakrální stavba ze 16. století. Měl svého, patrně roubeného předchůdce, který je doložen již roku 1360.
Architektonicky nejhodnotnější částí kostela je kněžiště s gotickou křížovou klenbou, vzácnou barokní řezbářskou památkou je hlavní oltář z roku 1748. Současnou podobu získal kostel během přestavby roku 1896, ale malířská výzdoba kostela je až z roku 1955. Jejím autorem je akademický malíř Jan Daněk z Letovic.

### Zájezdní hostinec
Zájezdní hostinec patřil k nejstarším krčmám v kraji. Jeho dvorem procházela spojovací silnice zemských stezek. Původně dřevěná krčma byla na sklonku 16. století vystavěna z kamene se zdmi metr silnými a mohutným klenutím stropů. Vchod do krčmy byl ze silnice (dnešního dvora), odkud se z chodby dveřmi nalevo vcházelo do nebývale veliké šenkovny. Napravo byl byt šenkýře a vzadu obchod. V podkroví bývala sýpka se vstupem ze zadního čela budovy, vedle kterého byl mohutný zděný pilíř.
Na protější straně průjezdného dvora byl masný krám a dále stáje pro koně a kůlny pro povozy. Zde se též přepřahali poštovní koně. V krčmě se čepovalo solnické a později rychnovské pivo, které se vařilo částečně i z místního ječmene a chmele (chmelnice bývala směrem k Ostrovu). Ve druhé polovině 19. století vznikl v podkroví domu taneční sál. Zde se nejen tančilo, ale hrála se tu i první divadelní představení místních ochotníků. K uzavření hostince i přidružených obchodů došlo roku 1880. Stavba poté sloužila jako rodinný dům.

### Hrob Mančinky
Kdo zná román o šťastném dětství Boženy Němcové Babička, snad si vzpomene i na Mančinku z ratibořického mlýna, kam babička chodívala s dětmi na návštěvu. Mančinka, vlastním jménem Marie Ludrová, nebyla jen literární postavou. Její další osudy jsou úzce spjaty s nedalekými Masty, kam se ve svých 26 letech provdala za mlynáře Antonína Toberného. Podle dřívějšího zvyku se dcery z mlýnů vdávaly většinou zase do mlýna.
Její manžel byl vzdělaný, pokrokový muž. V době, kdy se ještě psalo švabachem, on již psal latinkou a česky. Byl dobrým hospodářem a váženým člověkem. Mnozí rolníci si od něho půjčovali peníze na dobrý úrok a Mančinka se stala dobroditelkou celého okolí.
Oba byli pochováni na hřbitově v Bílém Újezdě při zdi sousedního motorestu. Jejich synové Antonín a Vincent jim nechali zhotovit štíhlý obelisk z bílého kararského mramoru. Ve druhé polovině 20. století byl do pomníku vytesán nápis „Hrob Mančinky“.

### Socha Panny Marie Karmelské
Pískovcová socha Panny Marie s dítětem na levé paži a se škapulířem v pravé ruce, stojí na pilíři, vzadu je datována letopočtem 1870 a iniciálami dárce H.h. z K.K. hraběte Hanuše z Kolowrat Krakovského

## Zajímavosti
- Přibližně 0,5 km jihovýchodním směrem od Hrošky se nacházela slovanská osada, jejíž založení lze na základě nalezené keramiky datovat již do 10.–11. století.
- V okolí Hrošky bývala celá řada dnes již vysušených rybníků.
- V prvních dvou třetinách 19. století se v Roudném nedaleko Bílého Újezda těžila železné ruda.
- Kilometr východně od obce Masty se nachází činný kamenolom.
- V jižní části vsi Masty bývaly celkem tři lomy pískovcového kamene.

## Rozvoj obce
Obec má bohatou historii, avšak i v současnosti se čile rozvíjí.
Od konce 90. let roste poptávka po novém bydlení. Obec reaguje přestavbou tehdy nevyužité hrošecké školky na bytový dům pro 8 rodin. Dále připravuje celkem 28 zasíťovaných stavebních parcel v Bílém Újezdě v lokalitě „U Jeřábku“. Nové bydlení si budují občané i ve staré zástavbě ve všech částech obce. Příliv mladých rodin obec podporuje investicemi do zázemí újezdecké školy i kapacitního navýšení zdejší školky.
Chloubou obce je víceúčelové hřiště s umělým povrchem a na něj navazující dětské hřiště a altánek, nacházející se v centru Bílého Újezda. Každoročně se zde o prázdninách koná Újezdecké sportovní léto – turnaje v tenise, nohejbalu a malé kopané. Zázemí zde má i úspěšný hokejový klub HC Bílý Újezd.
V Hrošce provozuje v areálu bývalého koupaliště své aktivity Klub netradičních sportů. Patří mezi ně zejména Veteran Moped Show (v roce 2011 se konal již 19. ročník), vyhlášené diskotéky na přírodním parketu, koncerty a Hrošecká lávka (ukončena 15. ročníkem v roce 2007).
Sbory dobrovolných hasičů v Bílém Újezdě a Hrošce pořádají soutěže v hasičském sportu, Mastečtí si svépomocí za přispění obce přebudovali klubovnu. Činnost vyvíjejí i myslivecká sdružení Šesterák a Doubrava. O srpnové pouti pořádá spolek chovatelů výstavu králíků, holubů a drůbeže s večerním posezením. Školáci nacvičují besídky s programem pro všechny spoluobčany. Obecní úřad každoročně organizuje vítání občánků a setkání důchodců.
V roce 1998 území obce postihly katastrofální povodně. Rozvodněný Zlatý potok pobořil v Mastech a v areálu lomu několik domů, v Hrošce pak Ještětický potok zatopil prakticky všechna obydlí podél břehu. Proto byla na Ještětickém potoce před Hroškou vystavěna suchá hráz, která už ves nejednou ochránila před vylitím vody z břehů. Navíc byl při budování učiněn významný archeologický nález.
Obec také investuje do oprav svých pamětihodností. Došlo ke generální opravě kostela, zřízení osvětlení hřbitova, obnově krytiny zvonice nebo opravě kamenného schodiště.
Obec je součástí mikroregionů Bělá a Rychnovsko. Roku 2006 obdržela v rámci soutěže Vesnice roku Zelenou stuhu za rozvoj obce.

## Fotografie

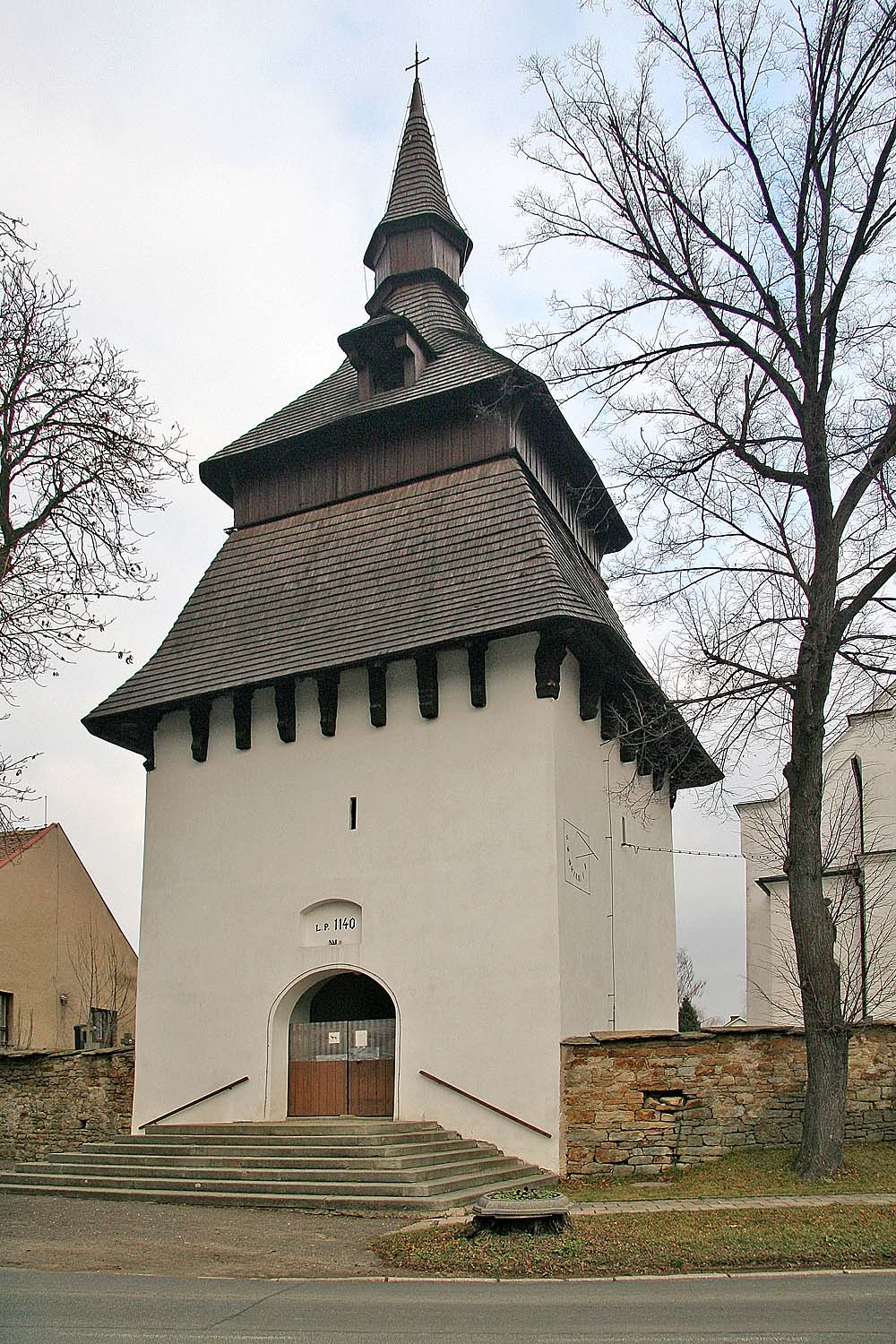
Zvonice se zaseknutou sekerou
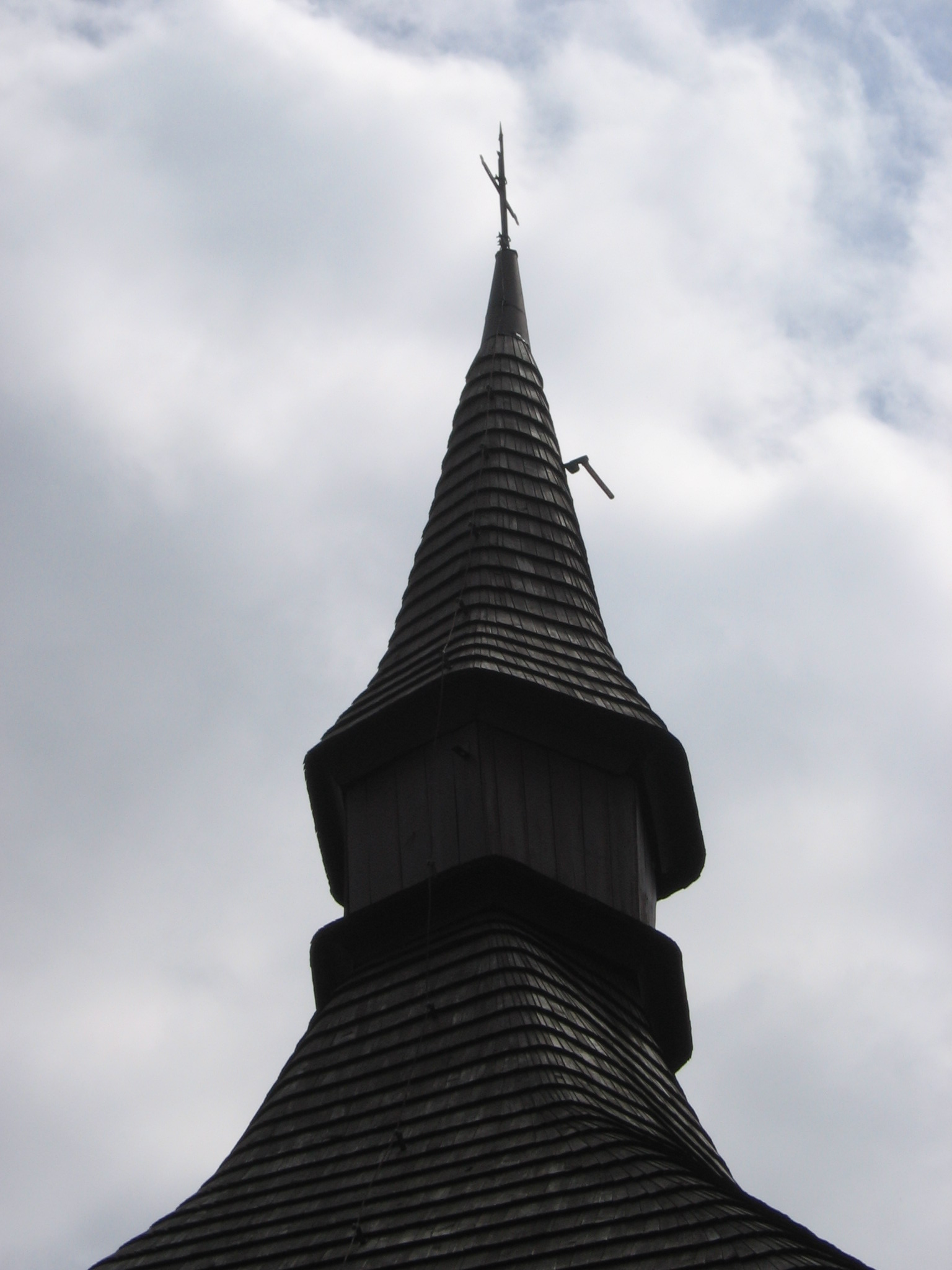
Detail sekery ve střeše zvonice
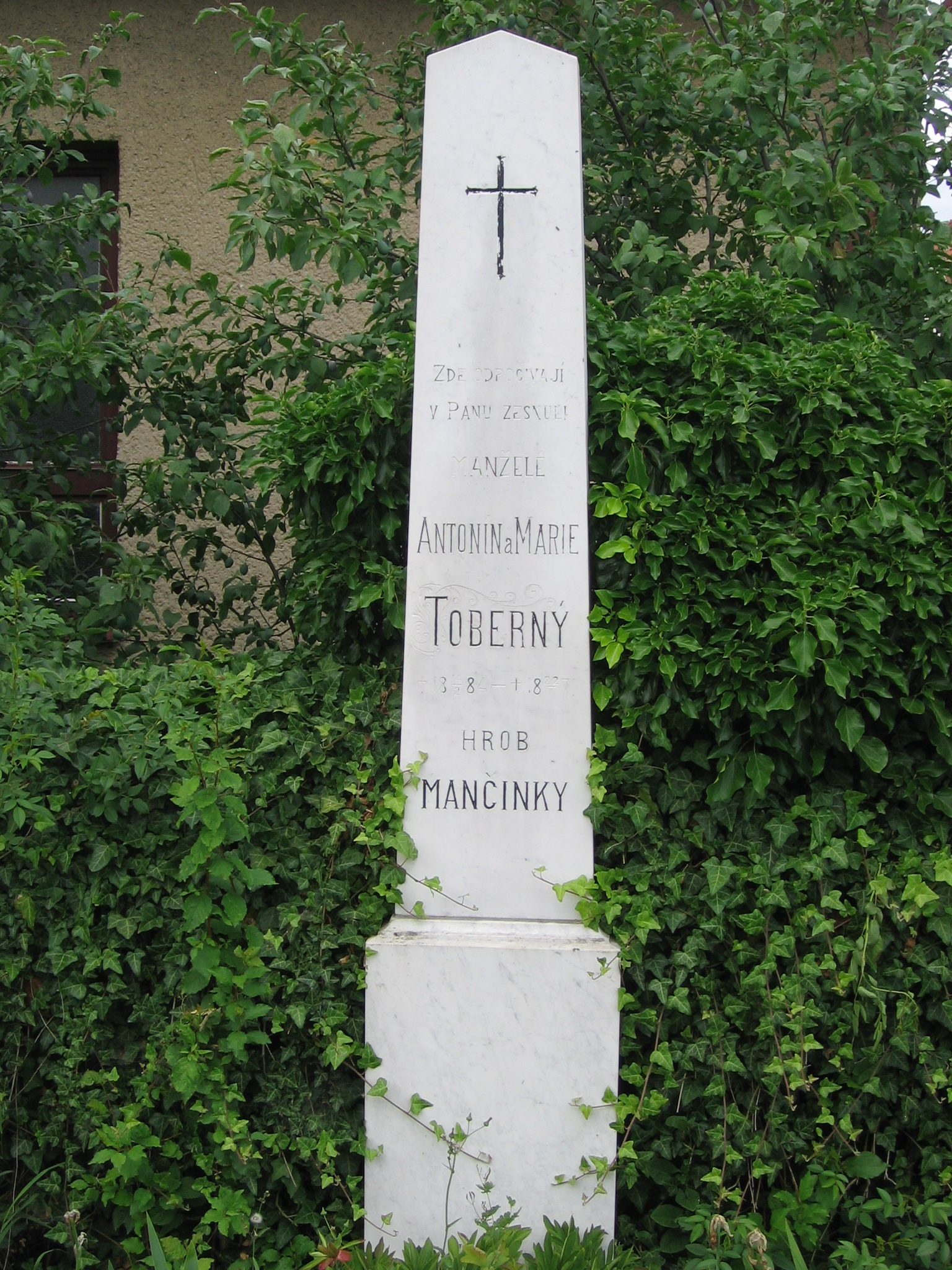
Hrob Mančinky
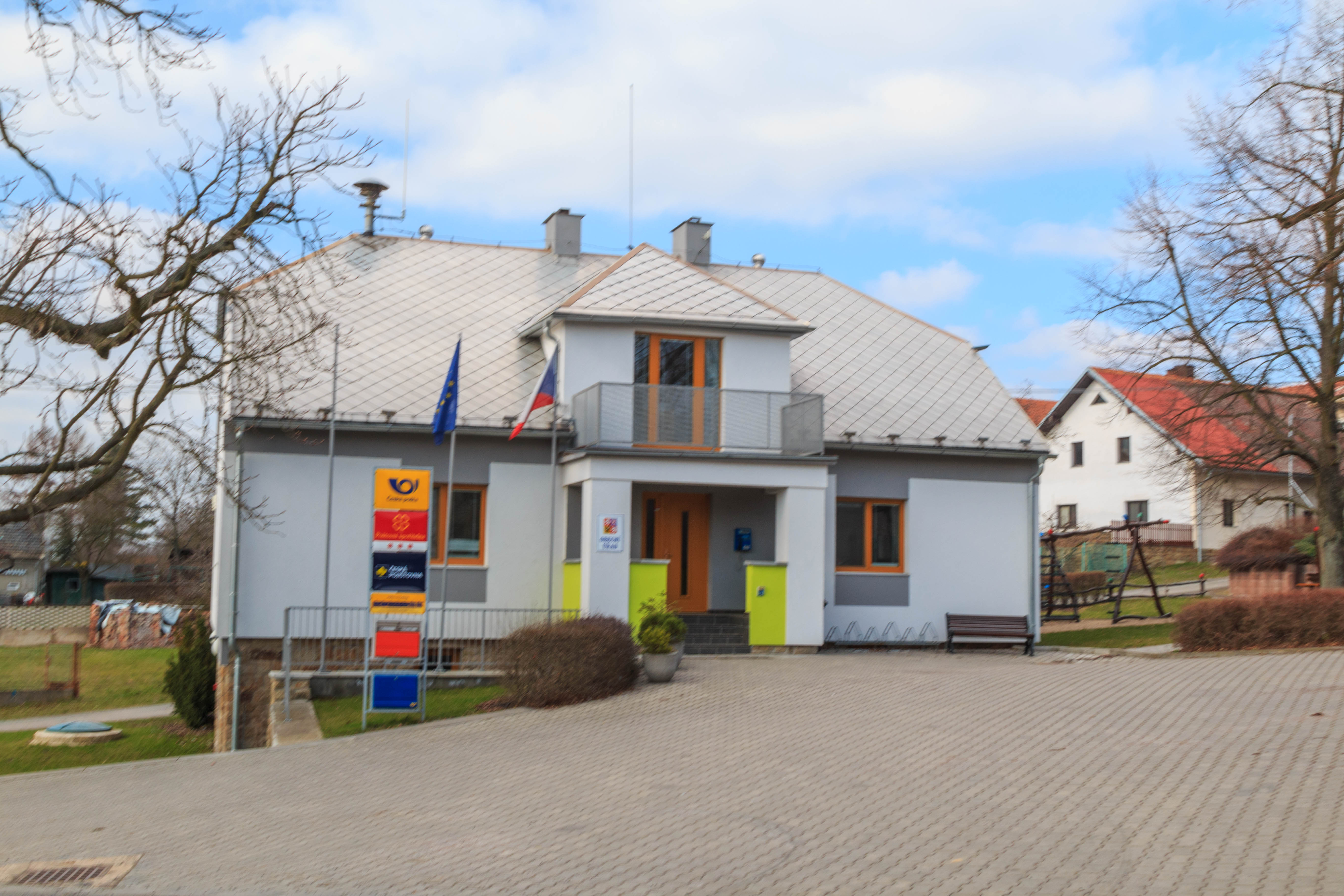
Bílý Újezd - obecní úřad
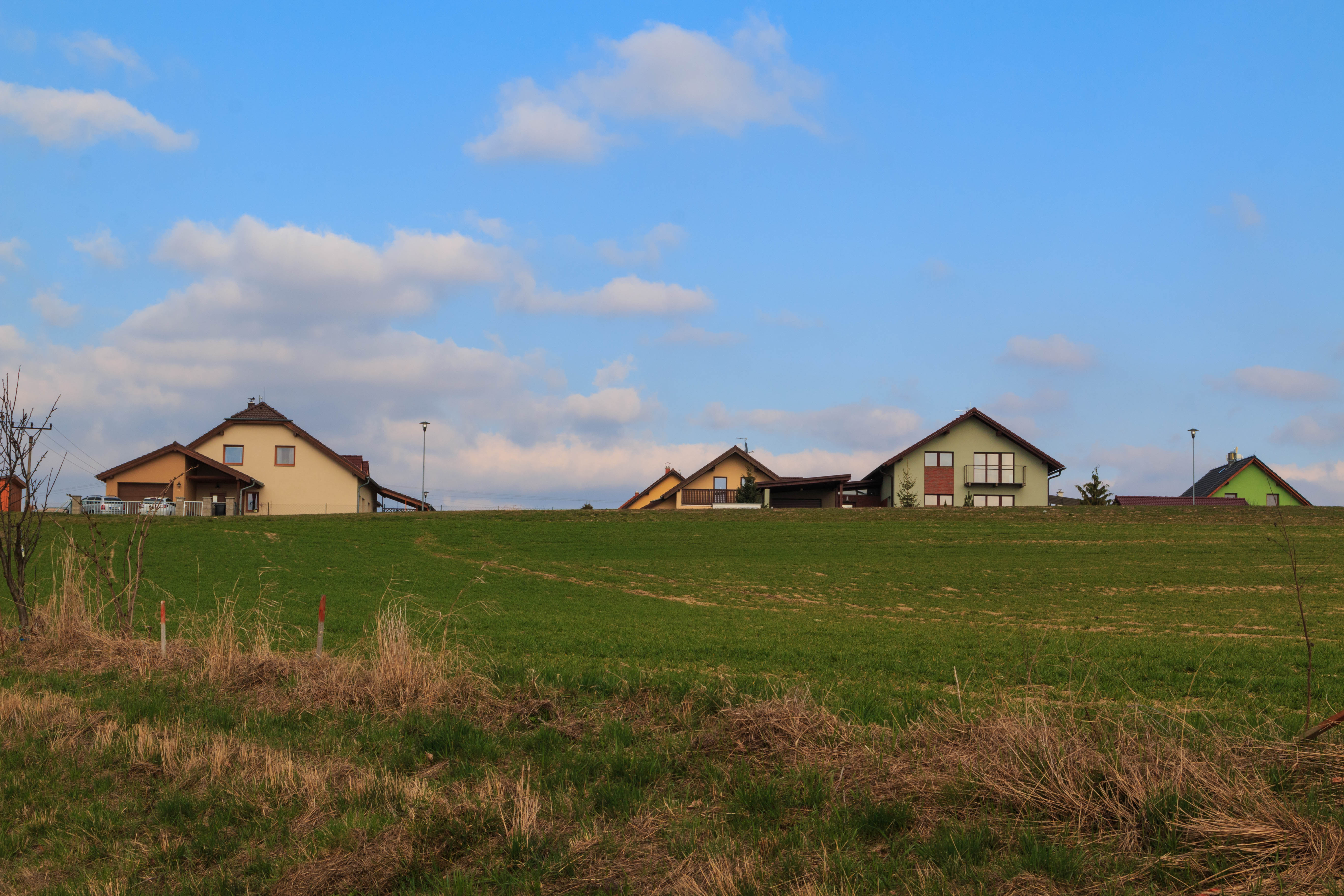
Bílý Újezd - nová výstavba